# Hou Yuon
Hou Yuon (1930 - 1967 ?,1976 ?), foi um político cambojano, mais ou menos próximo do Quemer Vermelho, do qual foi provavelmente vítima.

## Biografia
Nascido em 1930, na província de Kampong Cham, foi próximo de Khieu Samphan, o qual havia conhecido no liceu Sisowath em Phnom Penh.
Em Paris, durante os anos 1950, foi muito popular entre os seus camaradas que o escolheram por unanimidade para dirigir a Associação dos Estudantes Quemeres (AEK). Promove amizade com Saloth Sar, o futuro Pol Pot que se torna membro da célula do círculo marxista dirigida por Yuon. Essa relação lhe será útil mais tarde quando lida com dificuldades ligadas a algumas tomadas de posição.
Suas atividades políticas o conduzem a viajar muitas vezes a estudos. Uma delas para a Iugoslávia, em 1950, uma outra ao leste de Berlim, em 1951, e, enfim, à Romênia, em 1953.
Em 1952, Yuon, Pol Pot, Ieng Sary e outros estudantes de esquerda escrevem uma carta aberta ao rei Norodom Sihanouk, intitulando-o de "estrangulador da democracia nascente". As autoridades francesas ordenam a dissolução da AEK e os signatários perdem as suas bolsas.
Em 1955, apresentou com sucesso sua tese em economia intitulada "O campesinato do Camboja e seus projetos de modernização" que ia de encontro às teorias convencionais que preconizavam a urbanização e a industrialização como passagens obrigatórias para o desenvolvimento. Ele afirmou que "as taxas usurárias e impostos foram os principais obstáculos para melhores condições de vida para os agricultores."
Em 1956, participa com Khieu Samphan da criação da União dos Estudantes Quemeres. No seu retorno ao Camboja, se torna professor do liceu Kambujaboth.
Em 1958, foi nomeado ao parlamento pelo príncipe Norodom Sihanouk e se torna um jovem secretário de estado da saúde pública e orçamento, encarregado sobretudo de contrabalançar a influência da direita na política de equilíbrio desejada pelo chefe de estado.
Em 1960, integra a faculdade de direito e ciências econômicas de Phnom Penh. Quatro anos depois, retorna ao liceu Kambujaboth na qualidade de diretor. Em 1967, 
Em 1967, Norodom Sihanouk se vira contra a ala esquerda acusando-a de ser culpada pelo levante camponês em Samlaut. Yuon, Hu Nim e Khieu Samphan desaparecem na selva. Yuon votara contra "a ditadura do partido disfarçado de centralismo democrático".
Após a deposição de Norodom Sihanouk, em 18 de março de 1970, se torna sucessivamente ministro do interior, das reformas comunais e das cooperativas no seio do Governo Revolucionário de União Nacional do Kampuchea (GRUNK), fundado pelo príncipe que se exilaria em Pequim. Enquanto Khieu Samphan se satisfez em seguir as diretivas do partido, Yuon permaneceu reticente.
Normalmente responsável pela coletivização do governo de resistência de Sihanouk, exprimira duras críticas no congresso do Partido Comunista do Kampuchea em 1971. Hou Yuon pensou que o sistema de cooperativas havia sido imposto muito rapidamente e, portanto, ele se colocou contra a coletivização das pessoas e alimentos. Ainda se opôs à supressão das equipes de ajuda mútua e das propriedades familiares que para ele descontentaram as massas.
Ele teria sido contra também a abolição dos mercados que impediram elementos burgueses de sustentar a revolução. Também teria feito a Pol Pot e Nuon Chea a observação premonitória "Se você aplicar o seu plano, eu não dou mais de três anos para o seu regime acabar".
Em 1974, por conta de seu estilo franco, foi condenado ao ostracismo e a cultivar hortaliças e criar porcos em um pequeno acampamento do Quemer Vermelho chamado K6.
Depois de sua penitência, ganhou novas responsabilidades e fez um breve discurso sobre o Quemer Vermelho na rádio em janeiro de 1975, ordenando que os habitantes de Phnom Penh mudassem de lado se não quisessem "morrer desnecessariamente". Contudo, no mês seguinte, foi considerado junto a outros dois veteranos como muito muito liberal. Ficaria acomodado em vários campos provisórios até que a capital estivesse totalmente pacificada. Hou Yuon esteve presente no encontro em maio de 1975 durante o qual Pol Pot apresentou aos dirigentes do Quemer Vermelho seu programa de oito pontos.
De acordo com testemunhas, ele redondamente se opôs à evacuação de cidades e a supressão da moeda, o que teria lhe custado a expulsão final.
As circunstâncias e a data de sua morte permanecem pouco claras e há muitas versões que circulam. Alguns estudiosos ocidentais afirmam que ele foi executado pouco depois a 17 de abril de 1975, quando o Quemer Vermelho tomou Phnom Penh. Muitos especialistas agora contestam essa versão. Em 2007, Philip Short encontrou até mesmo alguém que afirma tê-lo visto vivendo em uma base perto de Stoeng Treng, no final do outono de 1976. 
A causa exata de sua morte tem alimentado muita controvérsia. Alguns dizem que ele morreu de uma doença depois de ser encontrado. Alegações encontradas em Tuol Sleng indicam que ele foi "julgado" em 1975, enquanto outros pensam que ele foi levado ao suicídio. Finalmente, algumas fontes afirmam que foi morto quando Pol Pot enviou um regimento para trazê-lo de volta para Phnom Penh. Após a chegada, Yuon teria feito um movimento brusco que o guarda teria interpretado como uma tentativa de suprimir sua arma e teria atirado, ferindo-o fatalmente.
Como de costume, o Quemer Vermelho, que não se importa em mudar versões de fatos históricos, de acordo com as circunstâncias, Hou Yuon retornou às graças nos discursos após 1978. Quando Pol Pot fazia referência a Yuon, o chamava de "camarada", algo que demonstrava que sua lealidade não fora posta em dúvida ou que ele teria sido postumamente reabilitado. Existe um documento da República Quemer, em 1971 que considerava Hou Youn como morto em 1967 pelas forças da monarquia de Norodom Sihanouk. Se as informações do documento são verazes, a ideia de que Hou Youn foi vítima de seus próprios companheiros do Quemer Vermelho é falsa.